# نيكول ميلر (مصممة أزياء)
نيكول ميلر (بالإنجليزية: Nicole Miller)‏ هي مصممة أزياء أمريكية، ولدت في 1952 في فورت وورث في الولايات المتحدة.

## وصلات خارجية
- نيكول ميلر على موقع IMDb (الإنجليزية)